# Drohobycz (hromada)
Drohobycz – hromada miejska w rejonie drohobyckim obwodu lwowskiego Ukrainy. Siedzibą hromady jest Drohobycz.
Hromadę utworzono w ramach reformy decentralizacji  w 2020 roku.

## Miejscowości hromady
W skład hromady wchodzą 2 miasto i 32 wsie.

- Drohobycz – miasto, siedziba hromady
- Stebnik – miasto
- Bolechowce
- Bronica
- Bujnicz
- Byków
- Bystrycia
- Chatki
- Dereżyce
- Dobrowlany
- Dolny Łużek
- Gaje Niżne
- Gaje Wyżne
- Glinne
- Kotowania
- Lisznia
- Manaster Dereżycki
- Manaster Liszniański
- Michałowice
- Nahujowice
- Niedźwiedza
- Nowa Wieś
- Nowoszyce
- Ortynice
- Poczajowice
- Raniowice
- Rychcice
- Sielec
- Stara Wieś
- Stupnica
- Śniatynka
- Uniatycze
- Wola Jakubowa
- Załużany